# Spanglerogyrinae
Spanglerogyrinae is een onderfamilie van kevers uit de familie schrijvertjes (Gyrinidae). Het werd beschreven in 1979 door Folkerts in Alabama. De onderfamilie kent één geslacht.

## Geslachten
De onderfamilie omvat het volgende geslacht:
- Spanglerogyrus Folkerts, 1979